# Krottendorf-Gaisfeld
Krottendorf-Gaisfeld osztrák község Stájerország Voitsbergi járásában. 2017 januárjában 2458 lakosa volt. 

## Elhelyezkedése

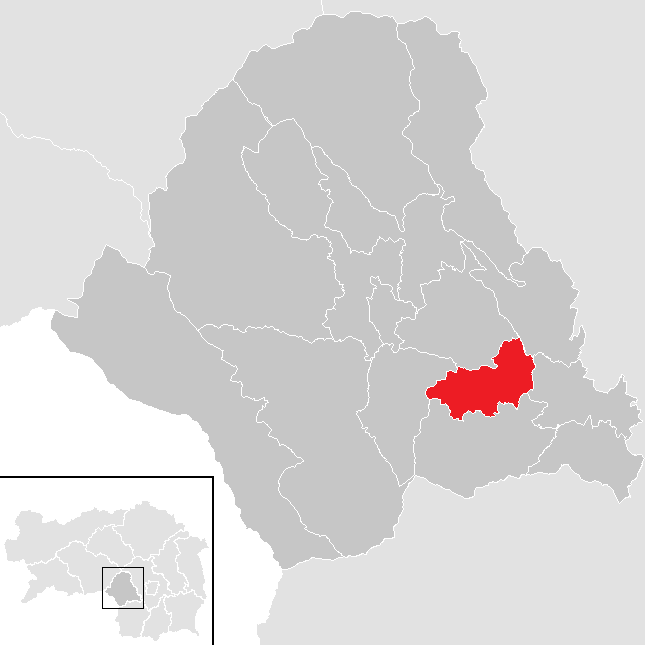
Krottendorf-Gaisfeld a Voitsbergi járásban

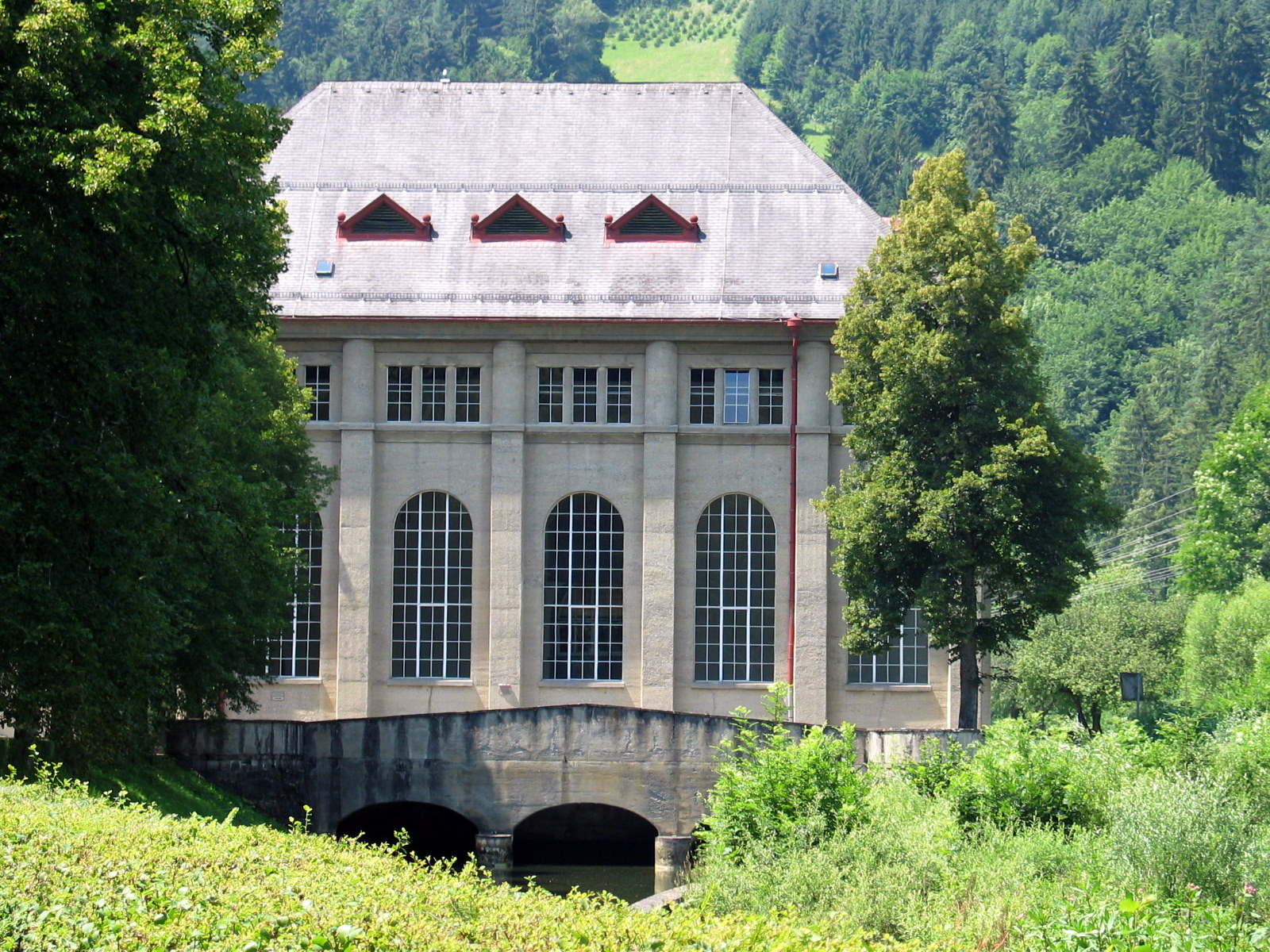
Az arnsteini vízerőmű

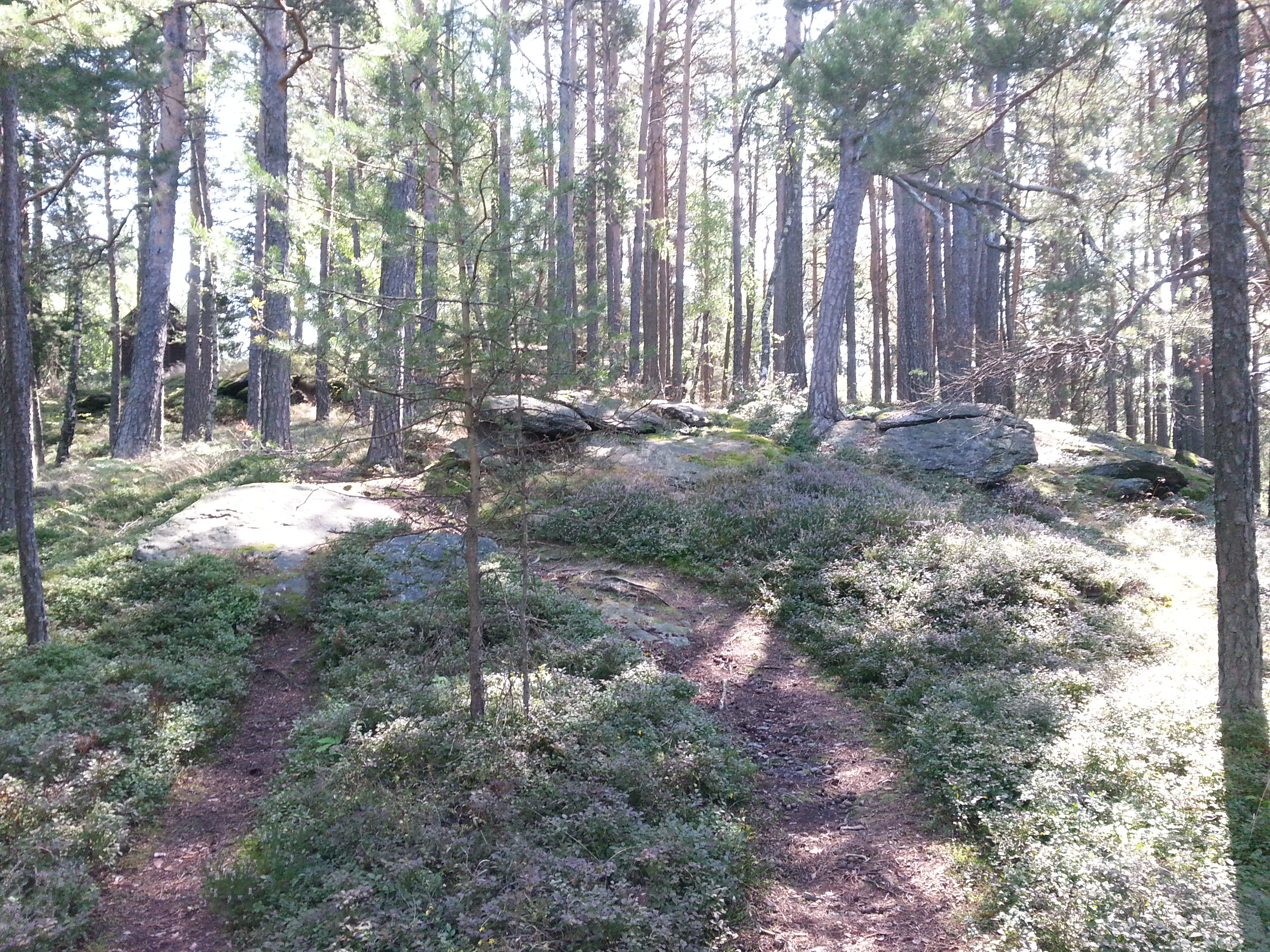
A warsteini védett régészeti terület

Krottendorf-Gaisfeld a tartomány középső részén fekszik Graztól nyugatra, a Kainach (a Mura mellékfolyója) mentén, a Koralpe hegység északkeleti lábainál. Az önkormányzat 3 katasztrális községben (Gaisfeld, Gasselberg, Krottendorf) 5 falut fog össze: Gaisfeld (179 lakos), Gasselberg (251), Kleingaisfeld (800), Krottendorf bei Ligist (1187), Muggauberg (16).
A környező települések: északra Voitsberg, északkeletre Stallhofen, keletre Söding-Sankt Johann, délre Ligist, nyugatra Sankt Martin am Wöllmißberg. 

## Története
A község területén lévő Wartenstein hegy csúcsán 400–450 m magasan egy neolit kori településre bukkantak, amely a bajorországi Cham-kultúra leginkább délkeletre fekvő képviselőjének bizonyult.
A régiót a népvándorlás során szlávok lakták be, majd miután a Frank Birodalom meghódította területüket, bajor telepesek érkeztek.
Az arnsteini vízerőmű építését 1921-ben határozták el és 1925-ben kezdte meg a működését 21 megawattot termelve. Miután Ausztria 1938-ban csatlakozott a Német Birodalomhoz, Krottendorf-Gaisfeld a Stájerországi reichsgau része lett. A második világháború után a brit megszállási zónához tartozott. 

## Lakosság
A Krottendorf-Gaisfeld-i önkormányzat területén 2017 januárjában 2458 fő élt. 2015-ben a helybeliek 97,9%-a volt osztrák állampolgár; a külföldiek közül 0,9% a régi (2004 előtti), 1,2% az új EU-tagállamokból érkezett. 2001-ben 93,5% római katolikusnak, 0,8% evangélikusnak, 5,4% pedig felekezet nélkülinek vallotta magát. 

## Látnivalók
- a Kainachba ömlő, felduzzasztott Teigitsch folyón épített arnsteini vízerőmű értékes ipartörténeti műemlék
- a warsteini neolit település maradványai
- Gaisfeld kápolnája

## Fordítás
- Ez a szócikk részben vagy egészben  a   Krottendorf-Gaisfeld című német Wikipédia-szócikk ezen változatának fordításán alapul.  Az eredeti cikk szerkesztőit annak laptörténete sorolja fel. Ez a jelzés csupán a megfogalmazás eredetét és a szerzői jogokat jelzi, nem szolgál a cikkben szereplő információk forrásmegjelöléseként.